# بحر الصفاء

البحار القمرية على سطح القمر.

بحر الصفاء (بالاتينية: Mare Serenitatis) هو بحر قمري يقع إلى الشرق من بحر الأمطار على القمر يقع ضمن حوض الصفاء. ويعود إلى الفترة النكتارية ضمن الخط الزمني الجيولوجي للقمر.